# Franc Ksaver Lukman
Franc Ksaver Lukman, slovenski teolog in patrolog, * 24. november 1880, Loke pri Sv. Juriju ob Taboru, v bližini Žalca, † 12. junij 1958, Ljubljana.
Po gimnaziji, ki jo je obiskoval v Mariboru, je prebival v papeškem zavodu Germanik v Rimu in študiral na Gregoriani. Tam je dosegel doktorata iz filozofije in teologije (1906). Leta 1905 je bil posvečen v duhovnika. 1906-08 je kaplanoval v Slovenski Bistrici in v tem času dopolnil svoje znanje iz klasičnih jezikov in književnosti na Univerzi v Gradcu. Leta 1908 je začel predavati na Visoki bogoslovni šoli v Mariboru, od leta 1919 pa je bil profesor na Teološki fakulteti v Ljubljani za historično dogmatiko, zgodovino starokrščanskega slovstva in zgodovino prvih treh stoletij krščanstva. Večkrat je bil dekan Teološke fakultete, 1926/27 pa tudi rektor univerze. Bil je predsednik Prosvetne zveze v Ljubljani. Bil je urednik Slovenskega biografskega leksikona (1932-52; avtor okoli 180 gesel), od leta 1940 tudi dopisni član Slovenske akademije znanosti in umetnosti (SAZU); prejel je tudi cerkveni naslov apostolski protonotar. Bil je odličen glasbenik in je avtor več zborovskih in bogoslužnih pesmi.
V teologiji se je odlikoval zlasti kot patrolog. Napisal je vrsto odmevnih znanstvenih patroloških razprav. Začel je tudi z načrtnim izdajanjem besedil cerkvenih očetov v slovenščini, kjer je sam opravljal velik del prevajanja in komentiranja. V letih 1938-1944 je tako izšlo 8 njegovih prevodov: dela apostolskih očetov, Ciprijana, Hieronima, Janeza Krizostoma in Avguština; v tipkopisu pa so ostali še njegovi prevodi Avguština, Gregorija iz Nise, Janeza Krizostoma, Gregorija Velikega in Tertulijana.